# درون‌کاشت مصنوعی
تلقیح مصنوعی یا درون‌کاشت مصنوعی (به انگلیسی: Artificial insemination) فرایند وارد کردن اسپرم به واژن یا دهانۀ رحم یک زن با هر روشی به‌جز آمیزش جنسی است. این روش به‌طور گسترده در زادآوری جانوران به‌کار می‌رود و همچنین در میان انسان‌ها زمانی که زوج مذکر نازا یا ناتوان جنسی (دارای ضعف در نعوظ) است کاربرد دارد. تلقیح مصنوعی به‌طور کلی به‌عنوان روشی در مواجهه با ناباروری بکار می‌آید. همچنین زوج‌های همجنس‌گرای مرد یا زنی که می‌خواهند فرزنددار شوند از این روش استفاده می‌کنند.

## تاریخچه

### در میان جانوران
نخستین تلاش موفق تلقیح مصنوعی در جانوران توسط کاراندام‌شناس ایتالیایی، لازارو اسپالانزانی در سال ۱۷۸۰ میلادی و بر روی سگ‌ها صورت گرفت. این شیوه در دهه ۱۹۳۰ میلادی در روسیه بهبود یافت و پیشرفت‌های بعدی در فرایند سرماداری اسپرم منجر به استفاده گسترده از تلقیح مصنوعی در جانوران شد.

### در میان انسان‌ها
نخسنین تلقیح مصنوعی موفق میان انسان‌ها در اواخر دهۀ ۱۷۰۰ میلادی توسط جراح اسکاتلندی، جان هانتر بر روی یک زوج انجام گرفت که منجر به بارداری شد.
امروزه تلقیح مصنوعی به عنوان شیوه‌ای کمکی برای زادآوری به‌کار می‌رود. زنانی که با این روش باردار می‌شوند قادر به آبستن شدن و زایش نوزاد هستند اما امکان بارداری توسط آمیزش جنسی برایشان فراهم نیست. معمولاً به این دلیل که شوهرشان ناتوان یا نازا است. در این صورت اسپرم تازۀ شوهرشان (در صورت ضعف جنسی شوهر) یا اسپرم مرد دیگر یا فرد اهداکننده (در صورتی که شوهر نازا باشد) فراهم می‌شود و در طول نیمۀ چرخۀ قاعدگی توسط سرنگ به واژن یا دهانۀ رحم زن وارد می‌شود. ممکن است اسپرم از پیش منجمد شده یا در بانک اسپرم ذخیره شده باشد.